# Hyvin Kiyeng
Hyvin Kiyeng Jepkemoi (* 13. Januar 1992) ist eine kenianische Leichtathletin, die sich auf den Hindernislauf spezialisiert hat und auch im Mittel- und Langstreckenlauf an den Start geht. Zu ihren größten sportlichen Erfolgen zählen die Silber- und Bronzemedaille über 3000 m Hindernis bei den Olympischen Sommerspielen 2016 und 2020 sowie der Weltmeistertitel über dieselbe Distanz im Jahr 2015. Sie zählt damit zu den erfolgreichsten Athletinnen aller Zeiten in dieser Disziplin.

## Sportliche Laufbahn
Erste Erfahrungen bei internationalen Meisterschaften sammelte Hyvin Kiyeng im Jahr 2011, als sie bei den Afrikaspielen in Maputo in 10:00,50 min die Goldmedaille über 3000 m Hindernis gewann und in 15:42,64 min den vierten Platz im 5000-Meter-Lauf belegte. Im Jahr darauf fokussierte sie sich ausschließlich auf den Hindernislauf und gewann bei den Afrikameisterschaften in Porto-Novo in 9:45,95 min die Bronzemedaille hinter ihrer Landsfrau Mercy Wanjiku Njoroge und Birtukan Adamu aus Äthiopien. Ende August wurde sie zum Abschluss der Diamond League in 9:29,70 min Dritte bei Weltklasse Zürich und landete erstmals auf dem Podest bei dieser Veranstaltungsreihe. 2013 qualifizierte sie sich für die Weltmeisterschaften in Moskau und gelangte dort bis ins Finale und belegte dort in 9:22,05 min den sechsten Platz. Zwei Jahre später wurde sie zum Auftakt der Diamond League in 9:22,11 min Dritte bei der Doha Diamond League und siegte anschließend in 9:15,08 min bei der Golden Gala in Rom und wurde beim British Athletics Birmingham Grand Prix in 9:25,20 min Zweite. Mitte Juli wurde sie auch beim Herculis in Monaco in 9:12,51 min Zweite und setzte sich damit teamintern für die Teilnahme an den Weltmeisterschaften in Peking durch. Dort erreichte sie erneut das Finale und kürte sich dort in 9:19,24 min zur Weltmeisterin über 3000 m Hindernis. Zum Saisonabschluss wurde sie in 9:10,15 min Zweite beim Memorial Van Damme. Im Jahr darauf siegte sie zum Auftakt in 9:07,42 min beim Shanghai Golden Grand Prix und wurde dann beim Prefontaine Classic in Eugene mit neuer Bestleistung von 9:00,01 min Zweite, ehe sie bei den Bislett Games in Oslo in 9:09,57 min siegte. Mitte August startete sie bei den Olympischen Sommerspielen in Rio de Janeiro und gewann dort in 9:07,12 min im Finale die Silbermedaille hinter Ruth Jebet aus Bahrain. Anschließend wurde sie beim Meeting de Paris und bei Weltklasse Zürich jeweils Zweite und wurde auch in der Gesamtwertung Zweite hinter Jebet.
Bei den Crosslauf-Weltmeisterschaften 2017 in Kampala klassierte sich Kiyeng nach 32:32 min auf dem vierten Platz im Frauenrennen und sicherte sich in der Teamwertung die Goldmedaille. Anfang Mai siegte sie in 9:00,12 min bei der Doha Diamond League und wurde anschließend beim Meeting de Paris in 9:06,00 min Zweite. Im August gewann sie bei den Weltmeisterschaften in London mit 9:04,03 min im Finale die Bronzemedaille hinter den US-Amerikanerinnen Emma Coburn und Courtney Frerichs. Im Jahr darauf wurde sie bei der Doha Diamond League in 8:30,51 min Dritte im 3000-Meter-Lauf und siegte dann Ende Mai in 9:04,96 min bei der Golden Gala in Rom. Kurz darauf siegte sie in 9:09,63 min auch bei den Bislett Games und wurde beim Meeting de Paris sowie beim Herculis jeweils Dritte, wie auch beim Saisonabschluss beim Memorial Van Damme in 9:01,60 min. 2019 wurde sie bei den Bislett Games sowie beim Prefontaine Classic jeweils Dritte und gelangte dann bei Weltklasse Zürich mit 9:03,83 min auf Rang zwei. Anschließend erreichte sie bei den Weltmeisterschaften in Doha das Finale und klassierte sich dort mit 9:13,53 min auf dem achten Platz. 2020 siegte sie in 9:06,14 min beim ISTAF Berlin, einer Veranstaltung auf der neuen World Athletics Continental Tour. Im Jahr darauf siegte sie in 9:04,34 min beim Bauhaus-Galan in Stockholm sowie in 9:03,82 min beim Herculis. Anfang August gelangte sie bei den Olympischen Sommerspielen in Tokio erneut bis ins Finale und sicherte sich dort in 9:05,39 min als Dritte die Bronzemedaille hinter der Uganderin Peruth Chemutai und Courtney Frerichs aus den Vereinigten Staaten. Daraufhin wurde sie beim Prefontaine Classic in 9:00,05 min Dritte und gelangte bei Weltklasse Zürich mit 9:08,55 min auf Rang zwei.
2015 wurde Kiyeng kenianische Meisterin über 3000 m Hindernis.

## Persönliche Bestleistungen
- 3000 Meter: 8:25,13 min, 25. September 2020 in Doha
- 5000 Meter: 15:35,04 min, 13. Juli 2019, Nairobi
- 3000 m Hindernis: 9:00,01 min, 28. Mai 2016 in Eugene